# حسن تحسين باشا
حسن تحسين باشا (1845-1918) كان ضابطًا عسكريًا عثمانيًا كبيرًا، خدم في اليمن وفي حرب البلقان الأولى.

## حياته المهنية
حسن تحسين كان ألبانياً ولد في ميساري (تقع في ألبانيا على الحدود مع اليونان)، والتي كانت في ذلك الوقت جزءاً من قضاء ليسكوفيك. خلال شبابه، التحق وتخرج من المدرسة اليونانية Zosimaia في ايوانينا، وتحدث اليونانية بطلاقة. بدأ الخدمة كالدرك. 1870 في كاتريني، وانضم في وقت لاحق إلى الجيش العثماني باعتباره ضابط صف. سرعان ما حصل على عمولة كضابط، وبحلول عام 1881 قاد قيادة الدرك العثماني في يوانينا. خلال الحرب اليونانية التركية عام 1897، قاد فرقة طرابزون السادسة، وحوالي عام 1900، تم تعيينه كقائد للحامية في سالونيك. في 1908-1910، شغل منصب حاكم اليمن قبل العودة إلى سالونيك، حيث تولى منصب ضابط قيادة الفيلق الثالث برتبة فيريك (اللفتنانت جنرال). بعد تقاعده في عام 1912، تم إقناعه بالعودة إلى العمل كحاكم عام لولاية يانيه.
ومع تزايد التوترات مع رابطة دول البلقان في صيف عام 1912، تحول إلى قيادة الفيلق الثامن في ثيسالونيكي. بعد اندلاع حرب البلقان الأولى، قاد قواته ضد الجيش اليوناني في ثيسالي تحت حضرة ولي العهد قسطنطين. الجيش اليوناني، على استعداد أفضل وفوق عدد قواته، هزم فيلق الثامن في معارك سيرنابتورو ويينيدجي. محاط وحاصر في سالونيك ودون أي أمل من الخارج، وتعلم من نهج الفرقة البلغارية السابعة من الشمال الشرقي، قرر حسن تحسين الاستسلام لقلعة ثيسالونيكي ورجاله 26000 إلى اليونانيين. بعد بضعة أيام من المفاوضات، تم توقيع بروتوكول الاستسلام في 8 نوفمبر [O.S. 26 أكتوبر] عام 1912، مع تنفيذ التسليم في اليوم التالي. اعتبره الجانب العثماني على الفور خائناً وأصدرت محكمة عسكرية حكماً بالإعدام.
بعد إطلاق سراحه من الأسر في اليونان، ذهب إلى المنفى، أولا في فرنسا ولاحقا في سويسرا. توفي في لوزان في عام 1918 ودفن هناك. في عام 1937، تم نقل رفاته إلى مقبرة سالونيك الألبانية، وفي عام 2006 إلى المقبرة العسكرية لحروب البلقان في جيفيرا. من بين أولاده السبعة، عاش ثلاثة فقط حياة طويلة، وابنان وابنة تزوجت في تركيا. وأصبح أحد أبنائه، كينان مساري (1889-1965)، الذي كان مرافقاً له أثناء الحرب، مواطناً يونانياً ورساماً بارزاً، معروف بشكل خاص لمشاهده لمعارك من حروب البلقان. انتقل الابن الآخر جمال مساري إلى ألبانيا، وعمل كموظف في وزارة الشؤون الداخلية، في سكن الملك زوغ، وتم تعيينه سفيرًا في اليونان في يناير عام 1933، حيث خدم حتى عام 1934.